# ويلمر كروز
ويلمر كروز (بالإسبانية: Wilmer Cruz)‏ هو مدرب كرة قدم ولاعب كرة قدم هندوراسي، ولد في 18 ديسمبر 1965 في Santa Cruz de Yojoa ‏ في هندوراس. شارك مع منتخب هندوراس لكرة القدم. أما مع النوادي، فقد لعب مع ريال إسبانيا ونادي بلاتنسي ونادي بيدا ونادي فيكتوريا.

## وصلات خارجية
- ويلمر كروز على موقع الاتحاد الدولي (مؤرشف)  (الإنجليزية)
- ويلمر كروز على موقع قاعدة بيانات كرة القدم.إي يو (الإنجليزية)
- ويلمر كروز على موقع ناشيونال فوتبول تيمز (الإنجليزية)
- ويلمر كروز على موقع عالم كرة القدم.نت (الإنجليزية)